# Arborele lalea
'Text cursiv'
Arborele lalea sau tulipanul (Liriodendron tulipifera L.) face parte din genul Liriodendron al familiei Magnoliaceae, fiind un arbore de talie mare originar din America de Nord unde ajunge până la 40 – 50 m înălțime și 2-4 m în diametru. Tulpina este dreaptă, cilindrică, bine elagată; scoarța gri-închis, subțire, cu crăpături longitudinale la arborii bătrâni. 
Coroana are forma ovoidală. Frunzele, în formă de liră, sunt mari de 7 - 12 cm lungime, au patru lobi dispuși simetric, doi câte doi. Pe față au culoarea verde lucitor iar pe dos verde-deschis sau verde-albăstrui. Toamna se colorează în galben-auriu. 
Florile, hermafrodite, sunt dispuse terminal, având forma de lalea sau de crin, galbene verzui sau galbene sulfurii cu pete oranj la bază. Înflorește la sfârșitul lunii mai și în luna iunie. Fructele au forma de conuri alungite.
Vegetează bine în terenuri fertile, puțin argiloase, revene, ferite de curenți reci, deoarece este destul de rezistent, însă puieții de tulipan, suferă la geruri sub -25°C, dar la maturitate suportă și temperaturi de -30°C.
Prezintă o deosebită valoare ornamentală datorită frunzelor sub formă de liră, formei și coloritului florilor, și chiar a trunchiului.

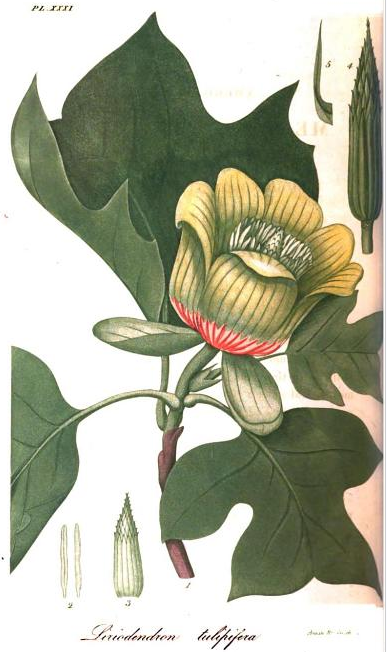
Ilustrație de inflorescență (circa 1818-1820)

## Poze

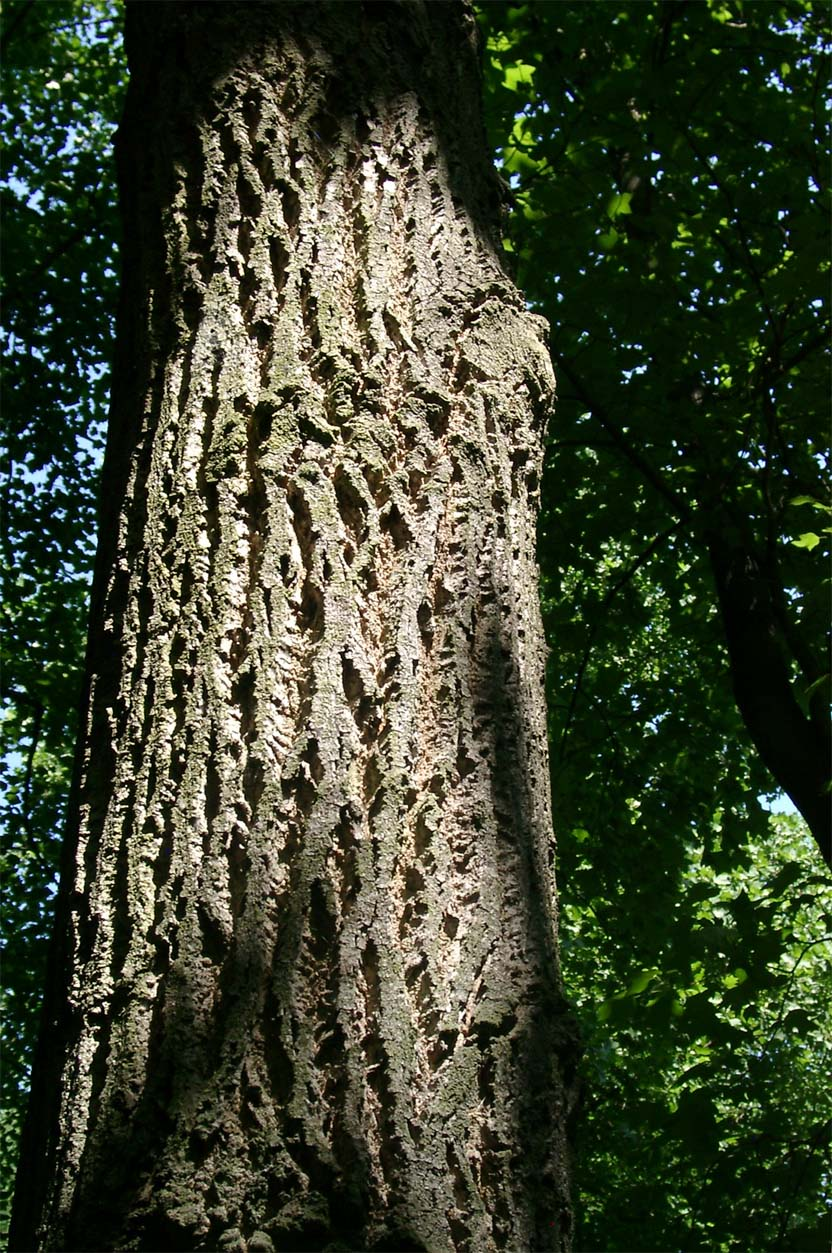
Ritidom
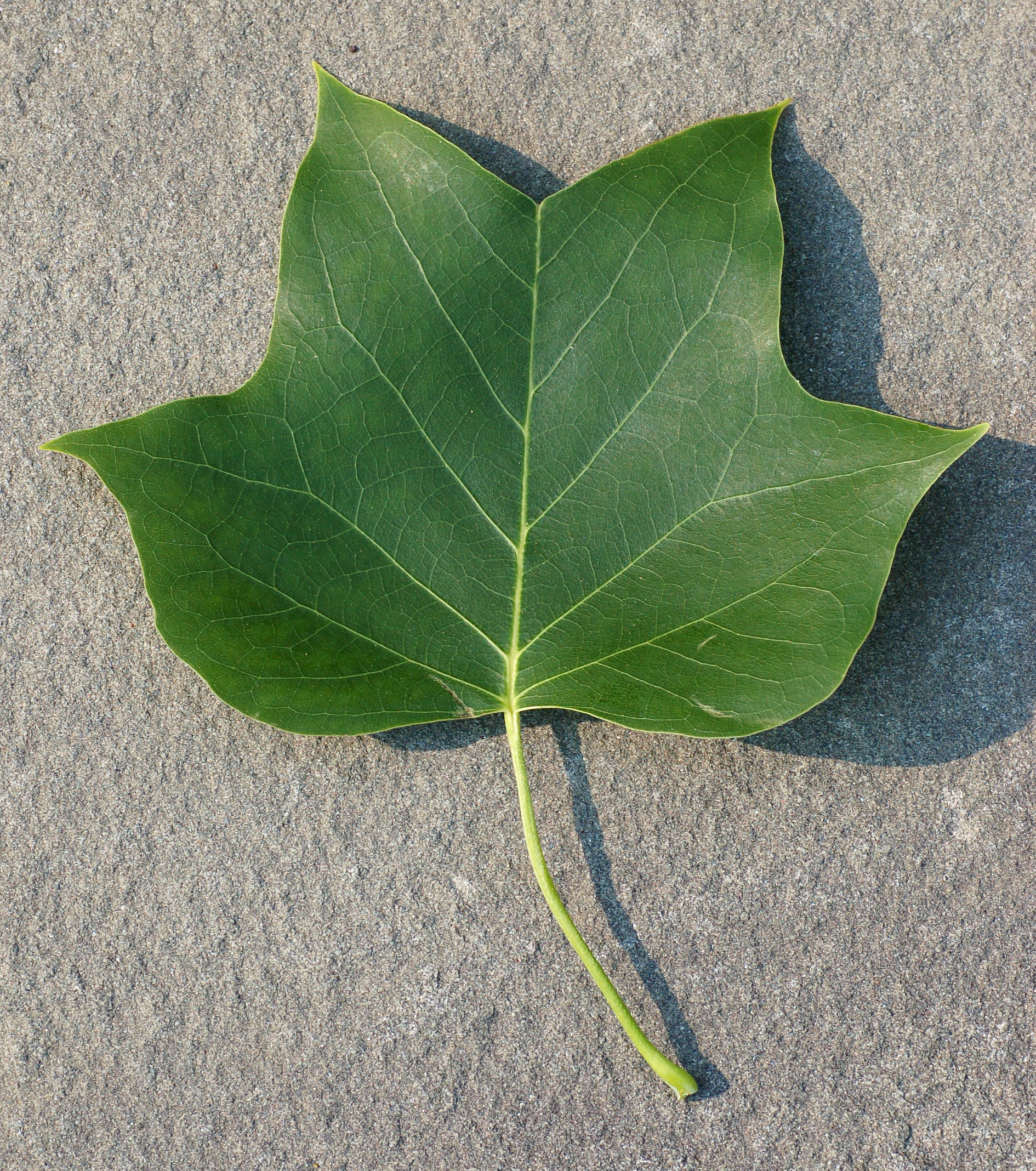
Frunză
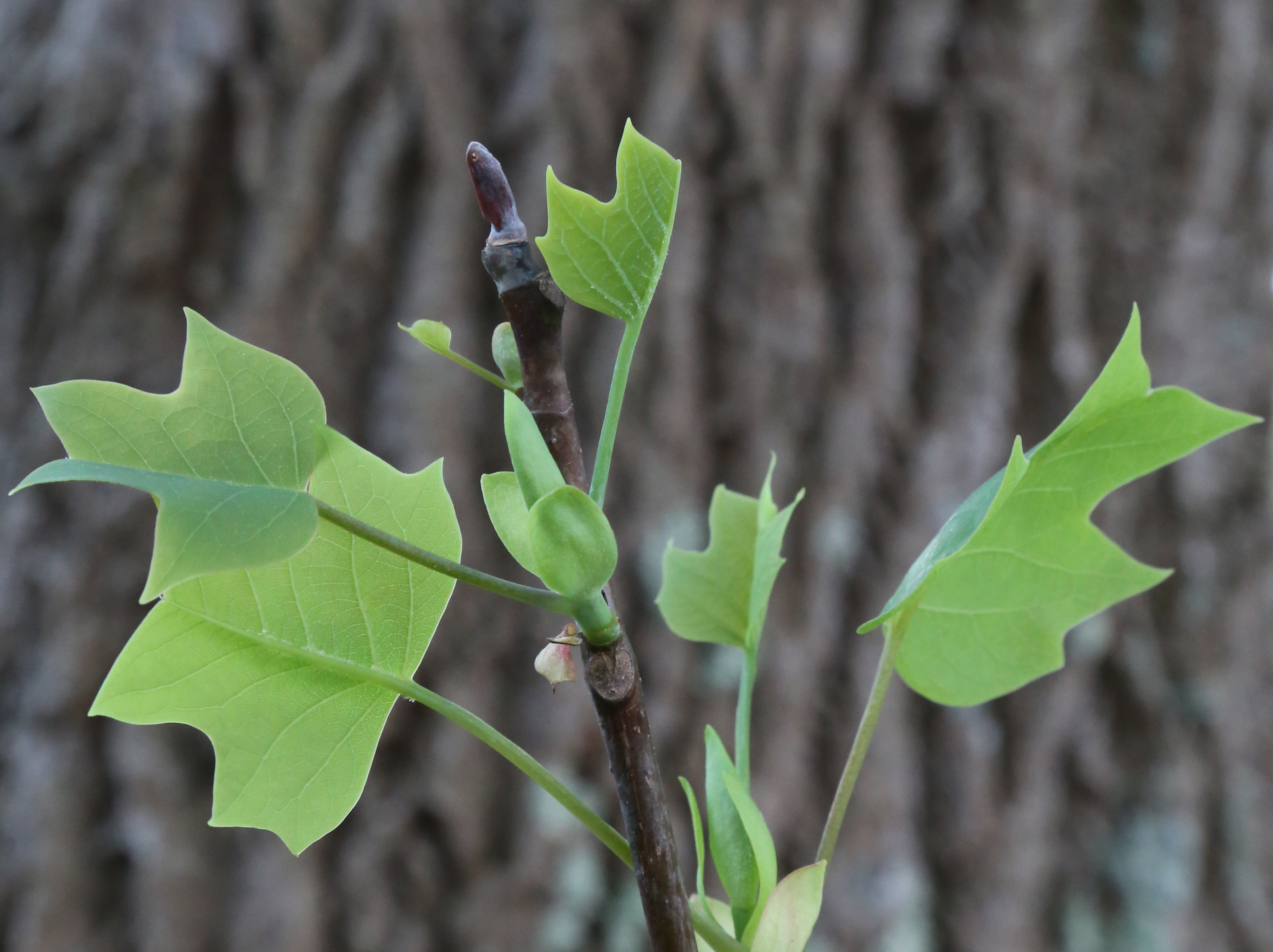
Frunze tinere
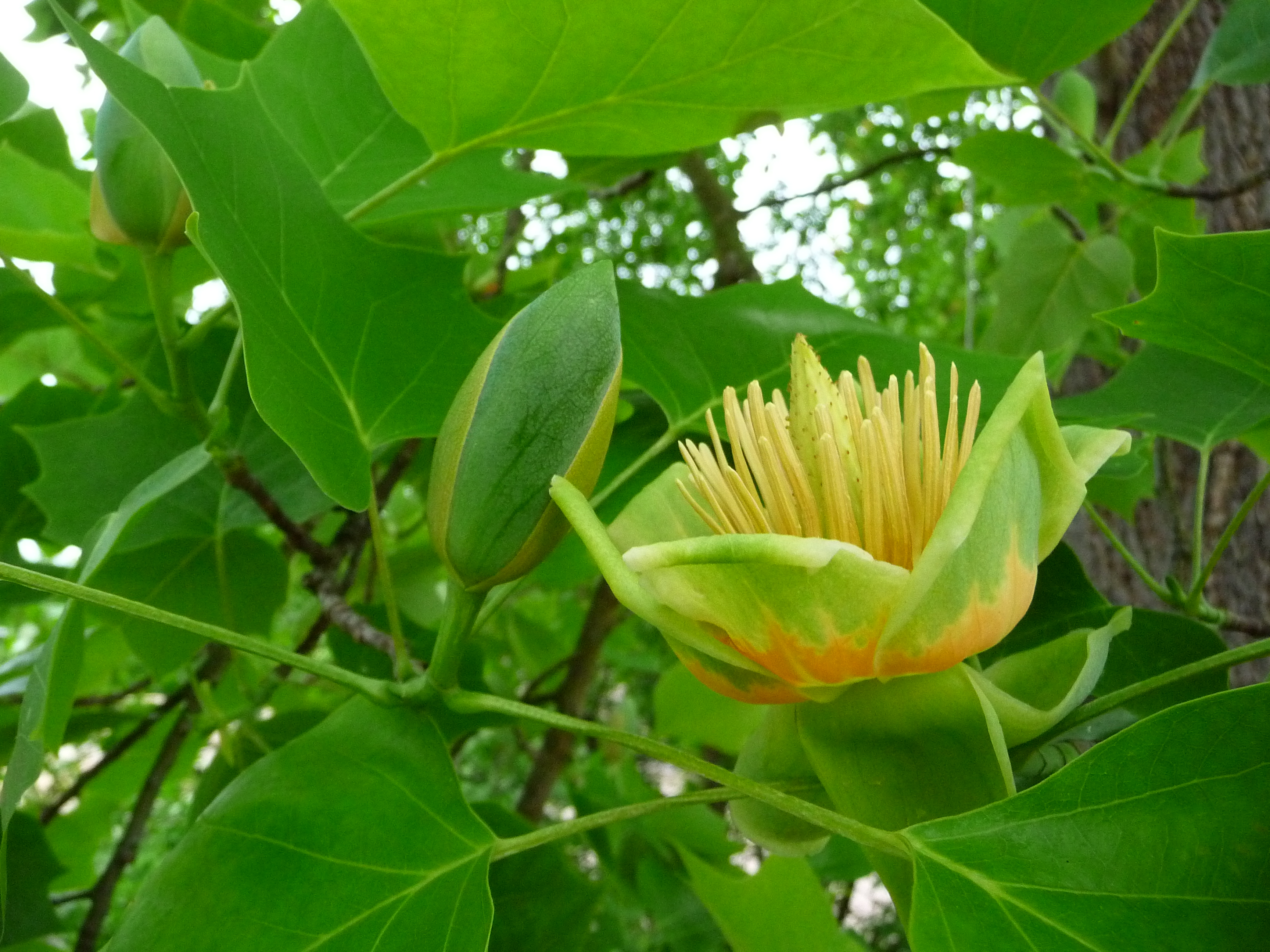
Muguri și flori
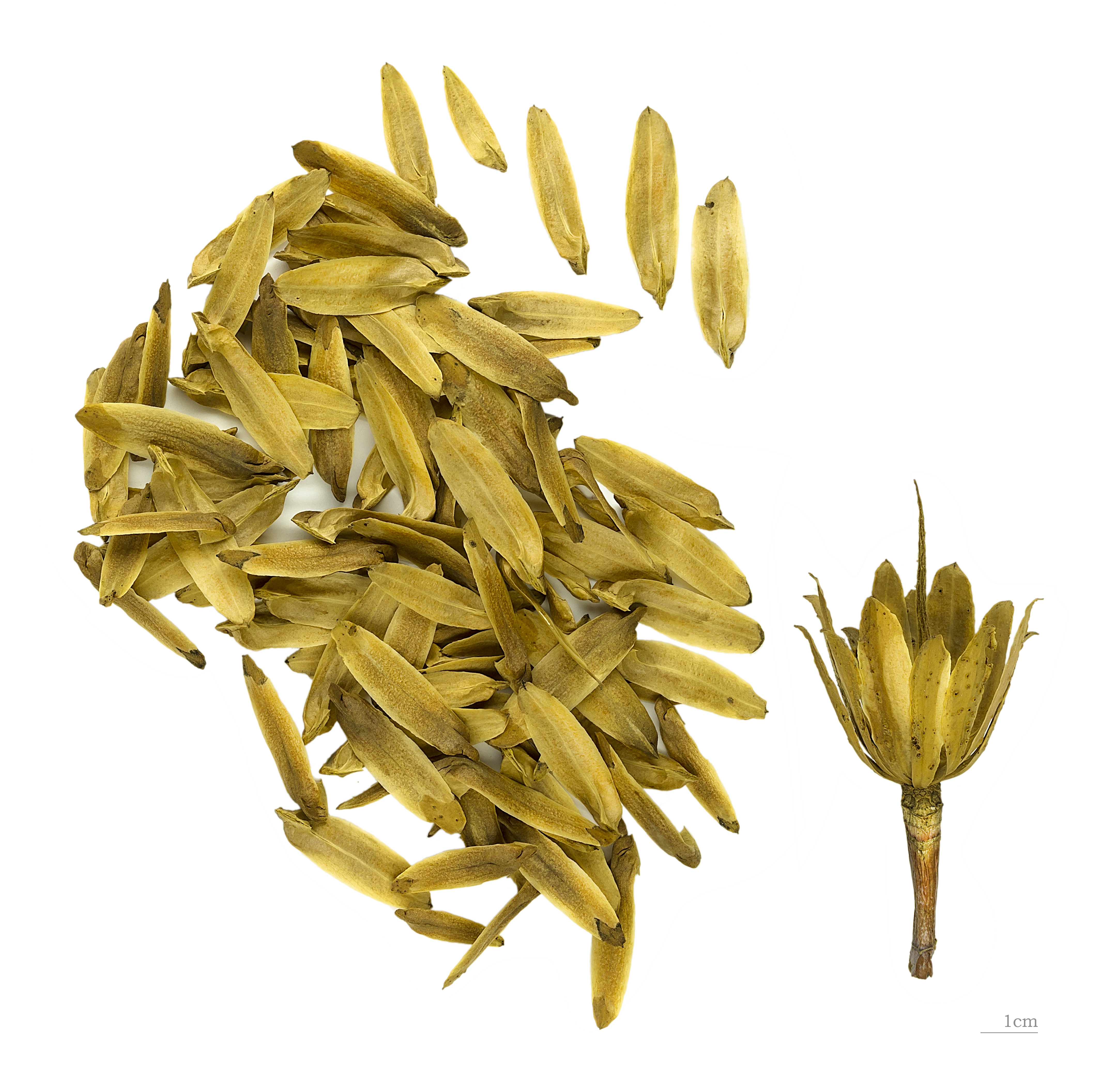
Liriodendron tulipifera  Semințe
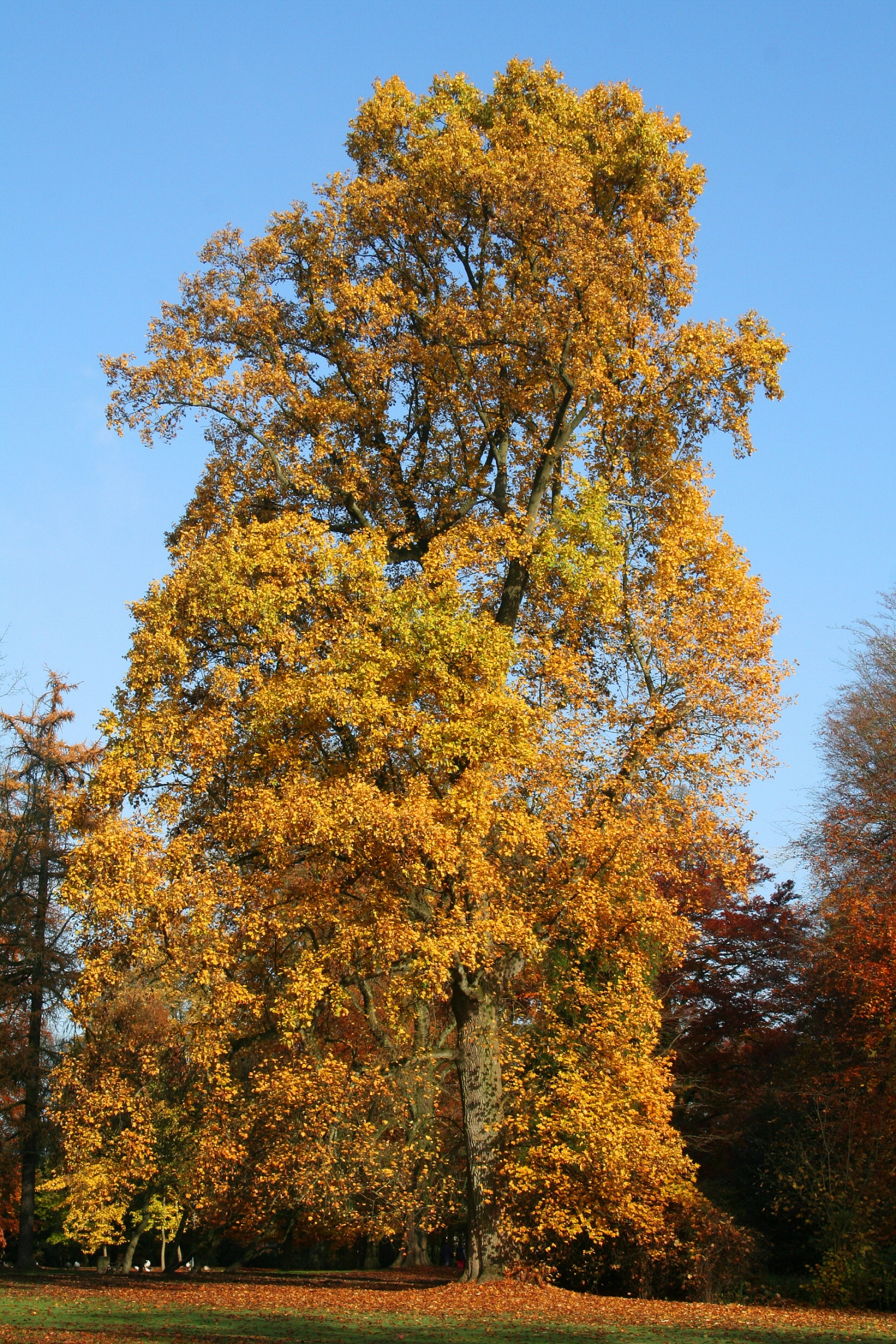
Arbore lalea
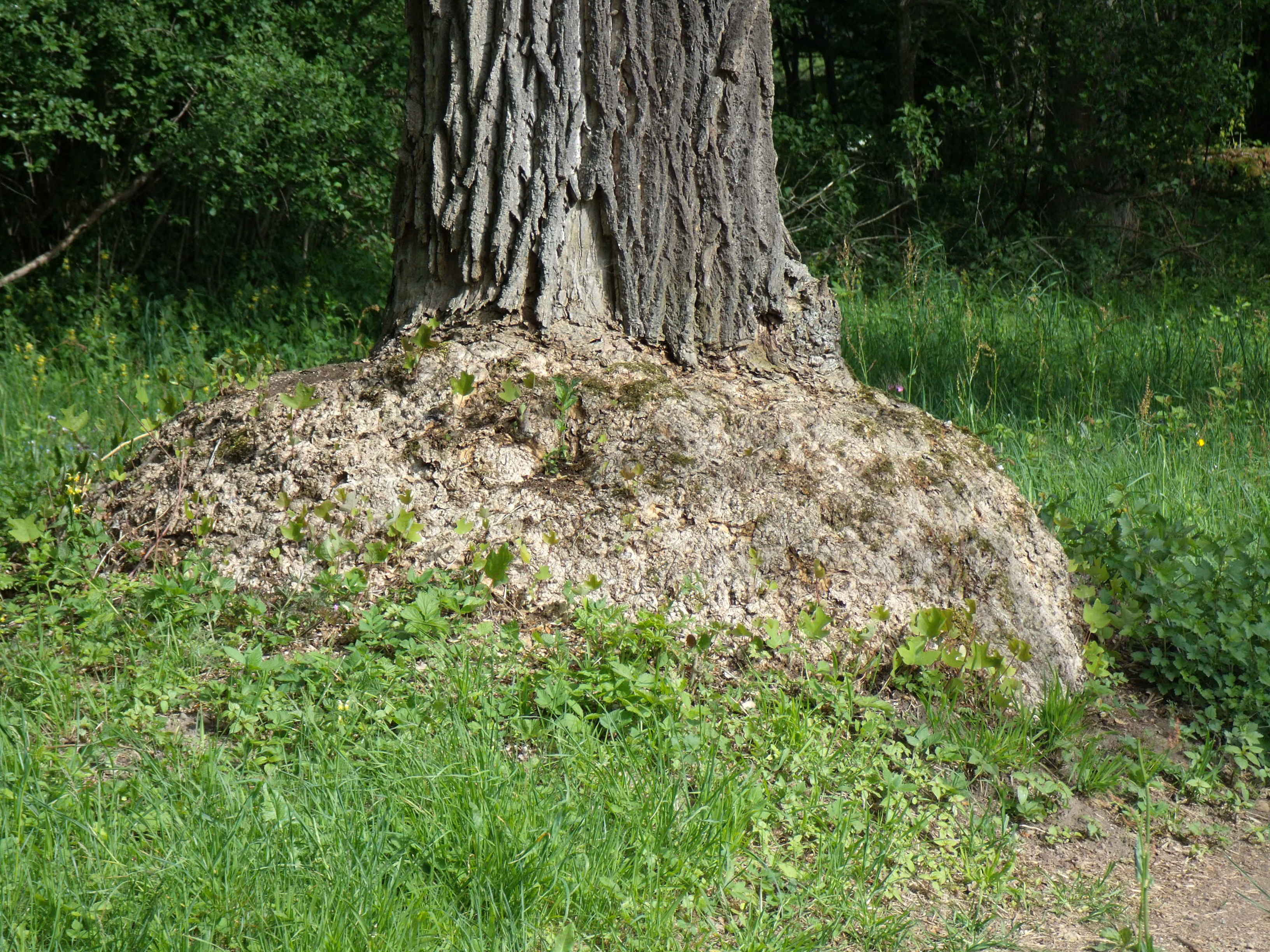
Trunchi de Arbore lalea pe rădăcină în formă de soclu

## Legături externe
Materiale media legate de Arborele lalea la Wikimedia Commons